# Upplands runinskrifter 76
Upplands runinskrifter 76 är två vikingatida runstensfragment av granit som förut fanns i Kista, Spånga socken och Stockholms kommun. Båda fragmenten fanns tidigare i en källarvägg i Kista men plockades fram 1938. De båda fragmenten finns nu i SHM.

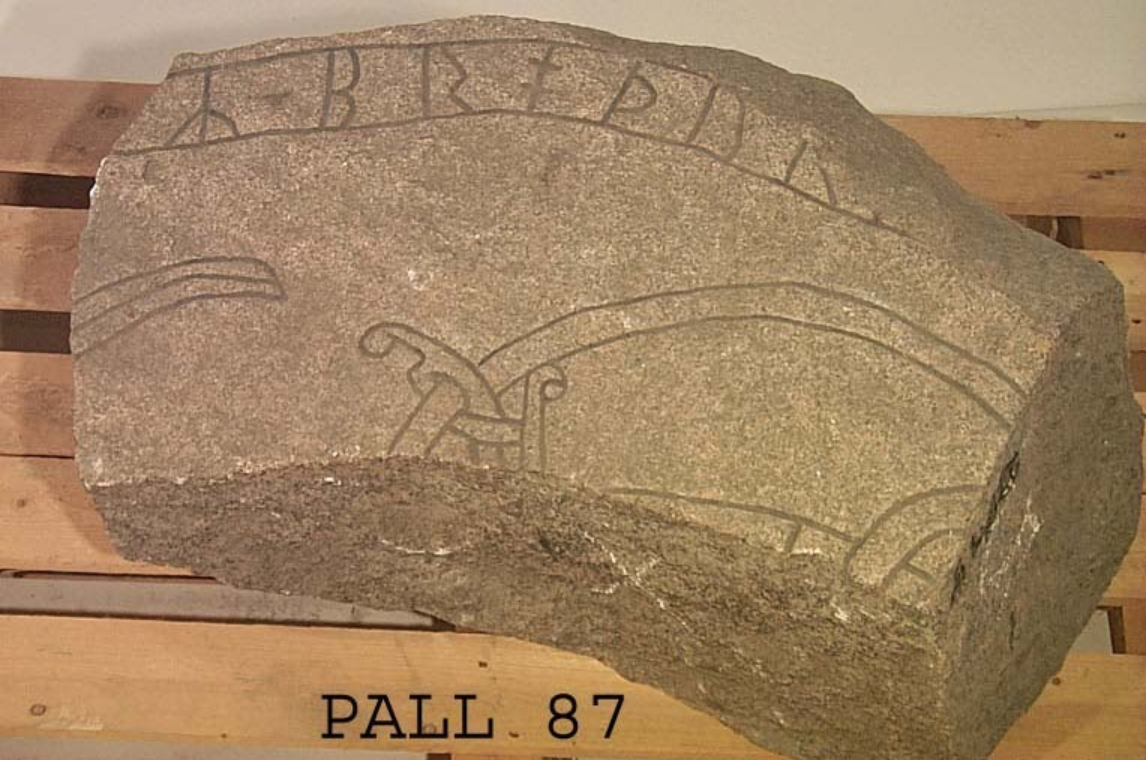
Ett av de två fragmenten.

## Inskriften
Translitterering av runraden:
· ...(b)i(o)... ... ...ʀ + broþur ... ...kiþni ' a-...
Normalisering till runsvenska:
...bio[rn] ... [æfti]ʀ broður ... ... ...
Översättning till nusvenska:
björn ... efter broder ...